# جوي غالو
جوي غالو (بالإنجليزية: Joey Gallo)‏ هو لاعب كرة قاعدة أمريكي، ولد في 19 نوفمبر 1993 في هندرسون في الولايات المتحدة.

## وصلات خارجية
- جوي غالو على موقع دوري كرة القاعدة الرئيسي (الإنجليزية)
- جوي غالو على موقعبيزبول رفرنس.كوم (الدوري الرئيسي) (الإنجليزية)
- جوي غالو على موقعبيزبول رفرنس.كوم (الدوري الثانوي) (الإنجليزية)
- جوي غالو على موقع إي إس بي إن.كوم (أم.أل.بي) (الإنجليزية)
- جوي غالو على موقع مشجعي الرسوم البيانية (الإنجليزية)